# Нгарка-Тутысымаяха
Нгарка-Тутысымаяха (устар. Нгарка-Тутысыма-Яха, в верховье Ненсяяха) — река в России, протекает по территории Пуровского района Ямало-Ненецкого автономного округа. Устье реки находится в 69 км по левому берегу реки Вэнтокойяха. Длина реки — 70 км.

## Притоки
- Большая Хэльсъяха (лв)
- Малая Хэльсъяха (лв)
- 34 км: Ябта-Тутысейяха (лв)
- Ямбъяха (пр)

## Данные водного реестра
По данным государственного водного реестра России относится к Нижнеобскому бассейновому округу, водохозяйственный участок реки — Пур. Речной бассейн реки — Пур.